# Stillingia terminalis
Stillingia terminalis är en törelväxtart som beskrevs av Henri Ernest Baillon. Stillingia terminalis ingår i släktet Stillingia och familjen törelväxter.
Artens utbredningsområde är Madagaskar. Inga underarter finns listade i Catalogue of Life.